# Tałowka (rejon kamyszyński)
Tałowka (ros. Таловка) – wieś w Rosji, w obwodzie wołgogradzkim, w rejonie kamyszyńskim. W 2010 liczyła 1395 mieszkańców.